# Mogera uchidai
Mogera uchidai је врста сисара из породице кртица (Talpidae) и реда Eulipotyphla. 

## Распрострањење
Јапан је једино познато природно станиште врсте.

## Станиште
Врста Mogera uchidai има станиште на копну.

## Угроженост
Подаци о распрострањености ове врсте су недовољни.

### Популациони тренд
Популациони тренд је за ову врсту непознат.